# 有松・鳴海絞会館

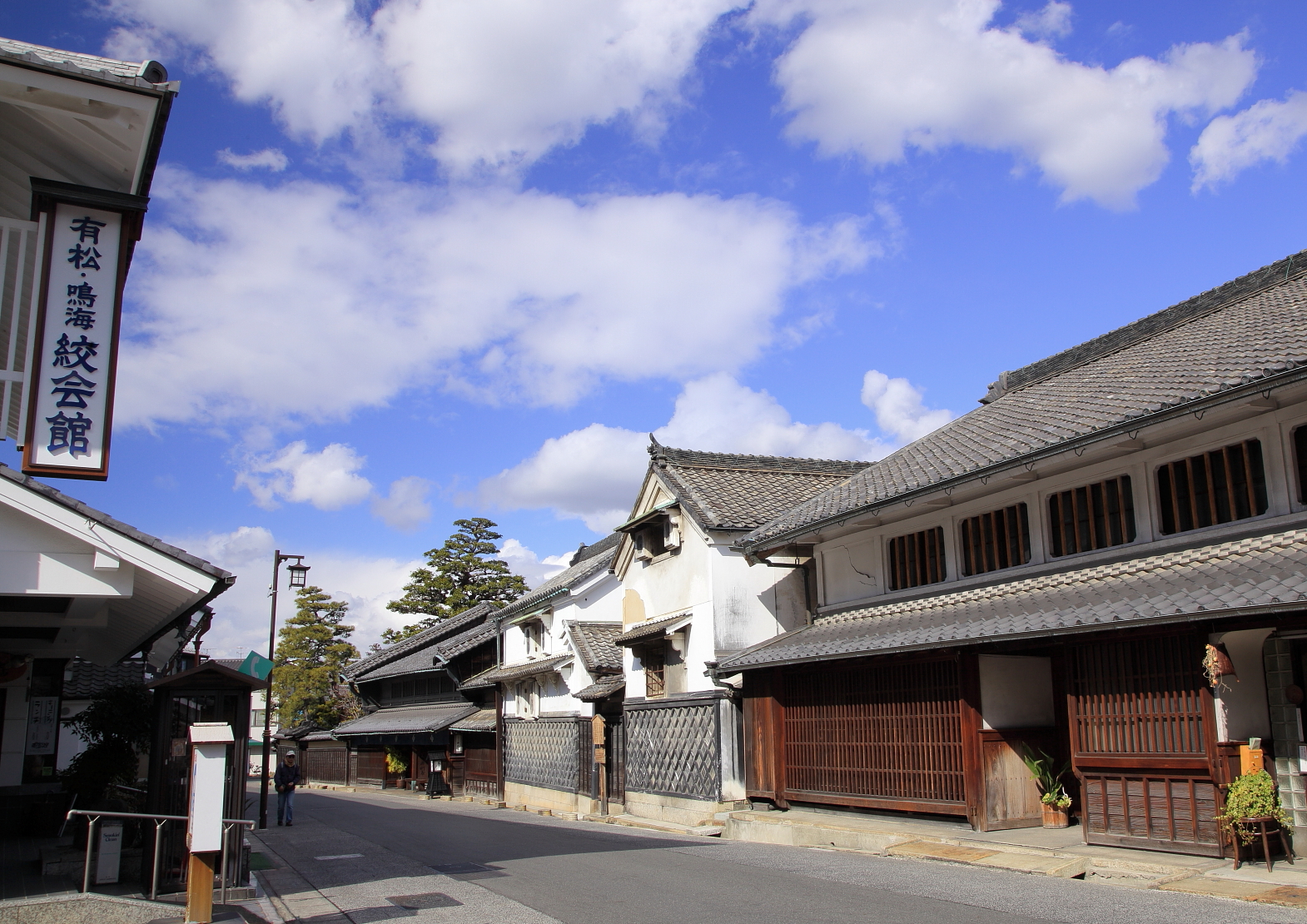
有松の旧東海道沿いの町並み（重要伝統的建造物群保存地区）

有松・鳴海絞会館（ありまつ・なるみしぼりかいかん）は愛知県名古屋市緑区にある有松・鳴海絞りを紹介する施設。

## 概要
有松・鳴海絞りが国から伝統工芸品に指定されたのを機に建設の機運が高まり、1984年（昭和59年）に旧知多郡有松町役場跡地に開館した。なお、会館の名称が「有松鳴海絞会館」であるのは有松絞りと鳴海絞りが一括して伝統工芸品に指定されたためであり
、運営を行っているのは有松絞商工協同組合である。
会館の一階は絞り製品の展示販売、二階は資料の展示および制作の実演。絞りの体験教室も行われる。
旧東海道沿い、名古屋市指定の「有松町並み保存地区」の中に位置し、周囲には豪壮な町屋が立ち並ぶ。
開館時間は9:30から17:00、絞実演は16:30まで、4月から11月は無休（絞祭りの前後3日間休み）、12月から3月は水曜休館、年末年始休み。

## 交通アクセス
- 名鉄名古屋本線 有松駅より徒歩で約5分。
- 国道23号（名四国道）有松インターチェンジより約10分、駐車場有。